# SV Braakhuizen
Le SV Braakhuizen est un club de football féminin néerlandais situé à Geldrop.

## Palmarès
- Championnat des Pays-Bas (4) : 1977, 1980, 1981, 1987